# John Gwynne (auteur)
Pour les articles homonymes, voir John Gwynne.
Œuvres principales
- Série Le Livre des Terres Bannies
- Série La Confrérie du Sang
- Série Of Blood & Bone

John Gwynne, né le 21 septembre 1968 à Singapour, est un écrivain britannique de fantasy.

## Œuvres

### UniversLe Livre des Terres Bannies

#### SérieLe Livre des Terres Bannies
1. Malice, Leha, 2022 ((en) Malice, 2012), trad. Thomas Bauduret, 638 p.  (ISBN 978-2-493405-23-4)
2. Bravoure, Leha, 2023 ((en) Valour, 2014), trad. Thomas Bauduret, 672 p.  (ISBN 978-2-493405-37-1)
3. Ruine, Leha, 2023 ((en) Ruin, 2015), trad. Thomas Bauduret, 680 p.  (ISBN 978-2-493-40554-8)
4. Fureur, Leha, 2024 ((en) Wrath, 2016), trad. Thomas Bauduret, 664 p.  (ISBN 978-2-493-40583-8)

#### SérieOf Blood & Bone
1. (en) A Time of Dread, 2018
2. (en) A Time of Blood, 2019
3. (en) A Time of Courage, 2020

### SérieLa Confrérie du Sang
1. L'Ombre des dieux, Leha, 2023 ((en) The Shadow of the Gods, 2021), trad. Thomas Bauduret, 456 p.  (ISBN 978-2-493405-51-7)
2. La Faim des dieux, Leha, 2024 ((en) The Hunger of the Gods, 2022), trad. Thomas Bauduret, 456 p.  (ISBN 978-2-493405-73-9)
3. La Fureur des dieux, Leha, 2025 ((en) The Fury of the Gods, 2024), trad. Thomas Bauduret, 512 p.  (ISBN 978-2-487-63501-2)

## Distinctions
- Prix David-Gemmell du meilleur premier roman 2013 pour Malice[1]